# Túpolev Tu-134

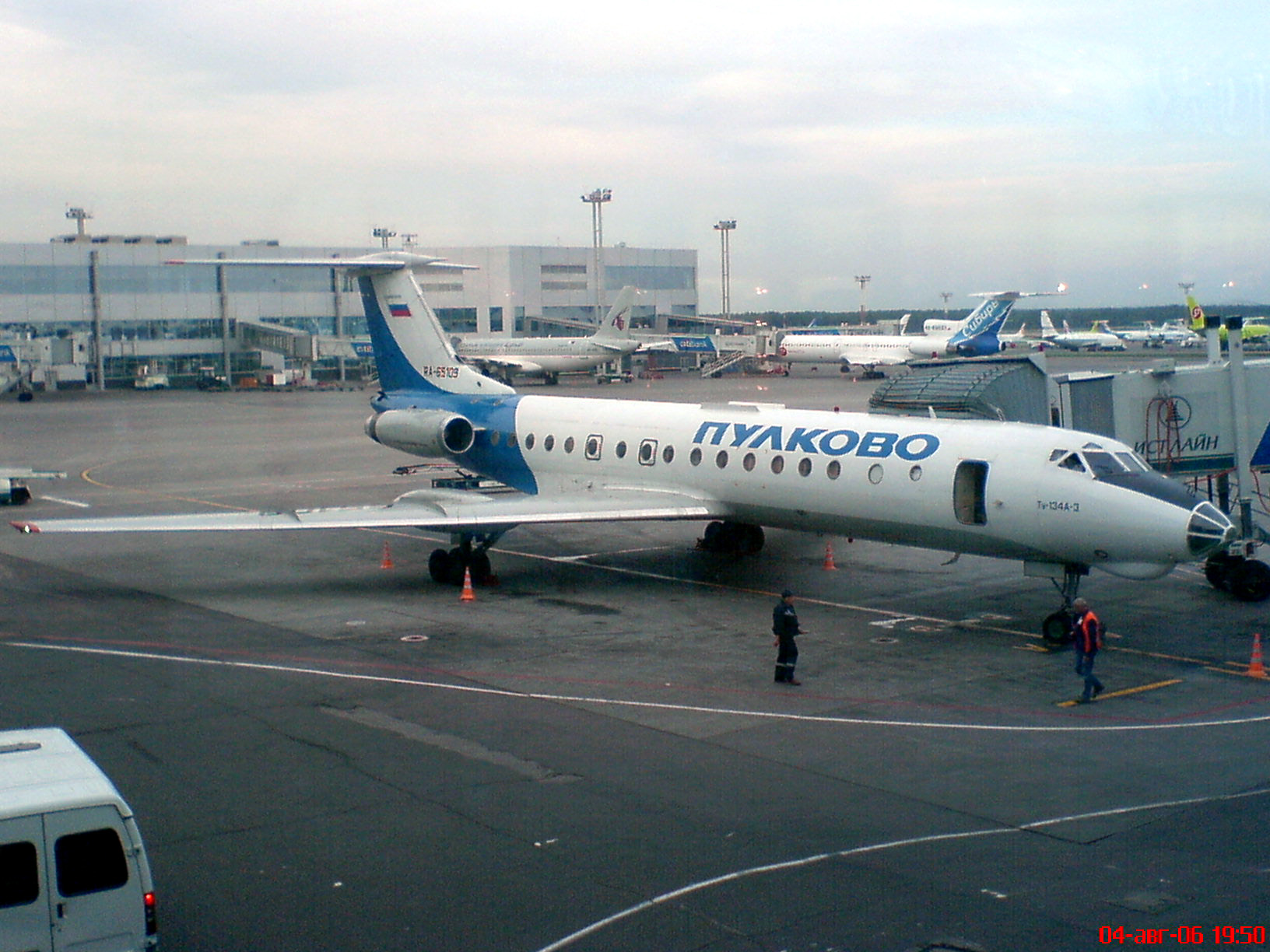
Túpolev Tu-134 de Púlkovo Aviation Enterprise.

El Túpolev Tu-134 (en ruso: Ту-134; designación OTAN: Crusty) es un avión comercial bimotor soviético con los motores montados en la cola y la deriva en forma de "T". Es uno de los aviones que más fue utilizado en los países del antiguo Pacto de Varsovia, y todavía se encuentra operativo en algunas compañías, aunque el número de unidades en servicio actualmente decrece debido a las restricciones que se imponen al nivel de ruido generado por los motores.
El avión fue fabricado en Járkov, en Ucrania.

## Diseño y desarrollo
Siguiendo la moda de montar los motores en la parte trasera del fuselaje comenzada por el Sud Aviation Caravelle francés, los constructores de aviones comerciales de todo el mundo se lanzaron a ella. Entre sus ventajas se incluían un mejor flujo de aire en las alas, al no verse alterado por las carlingas de los motores y un menor ruido en la cabina. Al mismo tiempo, el situar motores tan pesados atrás comprometió la localización del centro de gravedad en relación con el centro de la inclinación, situado en las alas. Para crear espacio a los motores, las superficies horizontales de control tuvieron que ser recolocadas en disposición de cola en T, lo cual hizo que tuviera que ser reforzada, con el consiguiente aumento de peso.
Durante una visita a Francia en 1960, el líder soviético Nikita Jrushchov quedó tan impresionado por lo silenciosa que era la cabina del Caravelle, que apenas meses después el Túpolev OKB recibió una directiva oficial para crear al Tu-124A con una similar disposición de motores. 

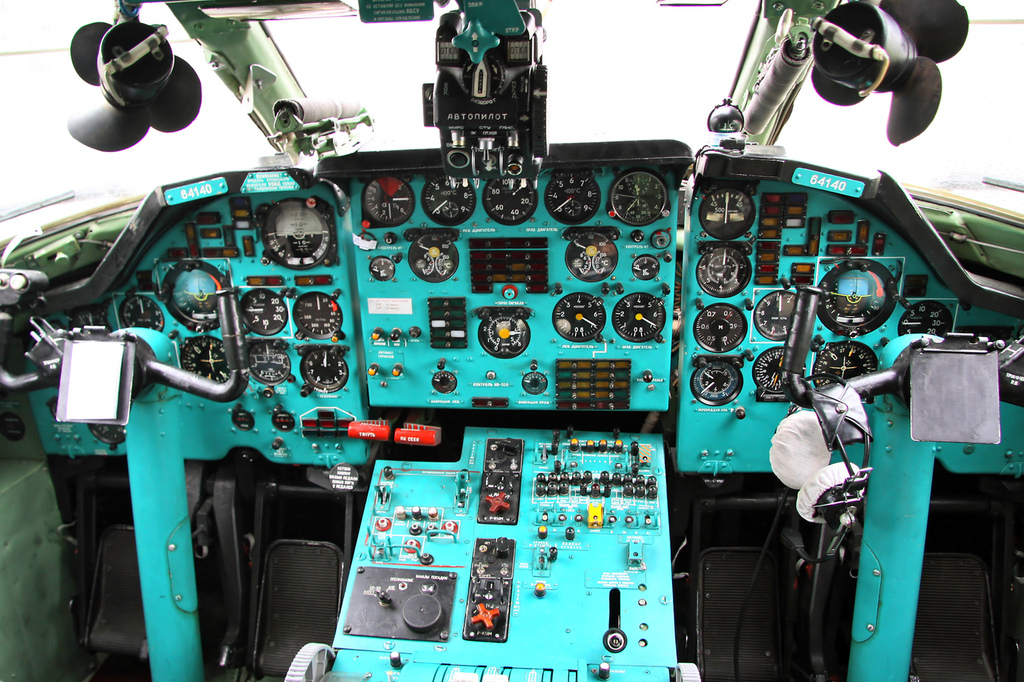
Cabina de vuelo del Tu-134UBL

En 1961, la aerolínea estatal soviética Aeroflot actualizó las especificaciones del aparato para incluir mayor carga útil y capacidad de pasajeros.
El primer prototipo del Tu-124A, de matrícula CCCP-45075, voló el 29 de julio de 1963. Meses después, el 22 de octubre del mismo año, el BAC 1-11 británico, con un perfil similar, se estrelló muriendo toda la tripulación. El avión entró en pérdida poco tiempo después del despegue y cayó en picado: los alerones de cola se vieron afectados por las turbulencias provocadas por las carlingas de los motores, impidiendo cualquier posibilidad de remontar el vuelo. Túpolev tuvo noticias del accidente y decidió ampliar los alerones del Tu-124A un 30% para conseguir un mayor control. Puesto que los requisitos marcados por Aeroflot resultaron en un avión mucho mayor que el planeado en un principio, la oficina de diseño Soloviev desarrolló unos motores más potentes, los D-30. El 20 de noviembre de 1963 el nuevo avión comercial fue bautizado oficialmente como Tu-134.
Algunas de las curiosidades del diseño del Tu-134 incluyen un ángulo de ataque de las alas de unos 35 grados, en comparación con los 25 y 28 grados propios de sus homólogos occidentales. Los primeros motores montados en el Tu-134 carecían de inversores de empuje, convirtiéndolo en uno de los pocos aviones comerciales que necesitaba un paracaídas para frenar durante el aterrizaje. La mayoría de la electrónica a bordo funcionaba con corriente continua. La historia de los primeros aviones comerciales soviéticos puede ser directamente trazada a partir del bombardero estratégico Túpolev Tu-16, y el Tu-134 supuso una evolución al montar, entre otras cosas, ruedas de baja presión en el tren de aterrizaje para permitir operar en pistas no pavimentadas.
En 1968, Túpolev inició los trabajos de mejora del Tu-134. El fuselaje fue aumentado en 2 metros para aumentar la capacidad de pasajeros y se colocó una unidad auxiliar de potencia en la cola. Los motores mejorados D-30 montaban inversores de empuje, eliminando así la necesidad de incorporar un paracaídas al avión. El primer Tu-134A, fruto de la conversión de un Tu-134 ya fabricado, voló el 22 de abril de 1969. Su primer vuelo comercial tuvo lugar el 9 de noviembre de 1970. Se construyeron un total de 852 unidades del Tu-134.

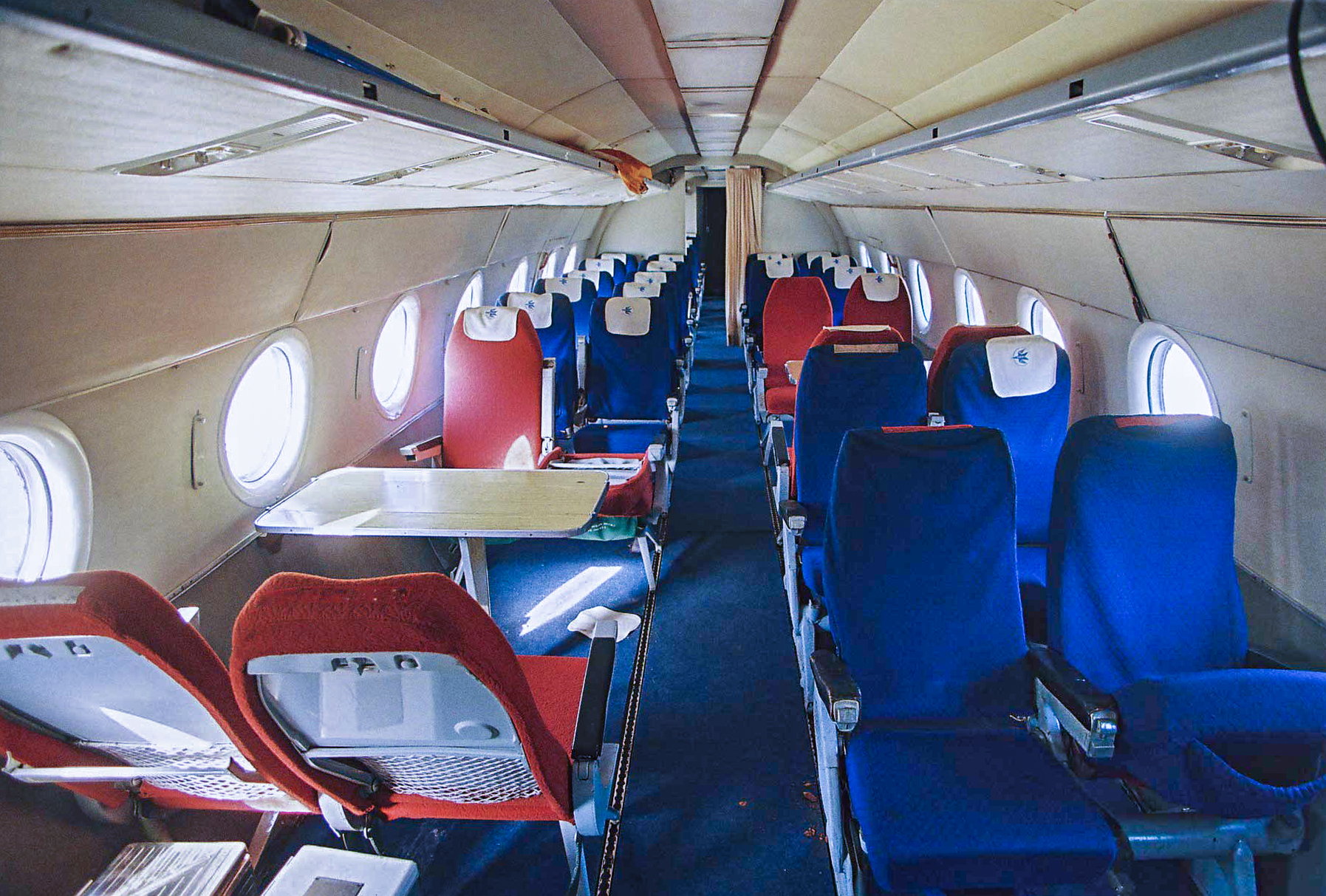
Variante de interior de un Tu-134

## Historia operativa

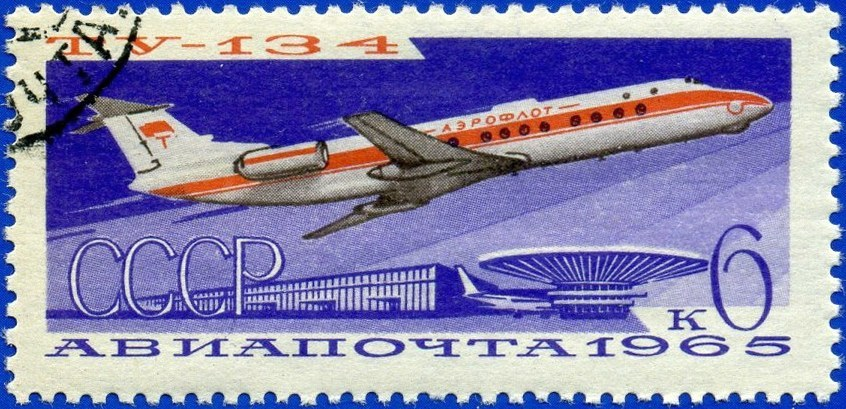
Tupolev Tu-134 de Aeroflot, 1965

En septiembre de 1967, el Tu-134 realizó su primer vuelo programado entre Moscú y Sochi-Adler. El Tu-134 fue el primer avión comercial soviético que recibió la certificación internacional por parte de la Organización de Aviación Civil Internacional, lo que le permitió volar en rutas internacionales.
El modelo sigue empleándose con frecuencia en Rusia y otros antiguos países soviéticos, pero su alto consumo de combustible y caro mantenimiento ha hecho que se vea reducido el número de unidades en funcionamiento; por otra parte, 69 Tu-134 se han visto afectados en guerras o accidentes, de los cuales 34 se perdieron y solamente uno de estos 34 accidentes fatales resultó sin pasajeros fallecidos. Algunos de los aparatos han encontrado una nueva vida como aviones privados con lujosos interiores. Con la introducción de las nuevas normas de Aviación Civil sobre ruidos, el Tu-134 ha desaparecido prácticamente del espacio aéreo europeo debido a los ruidosos motores D-30 de los años 60.

## Variantes

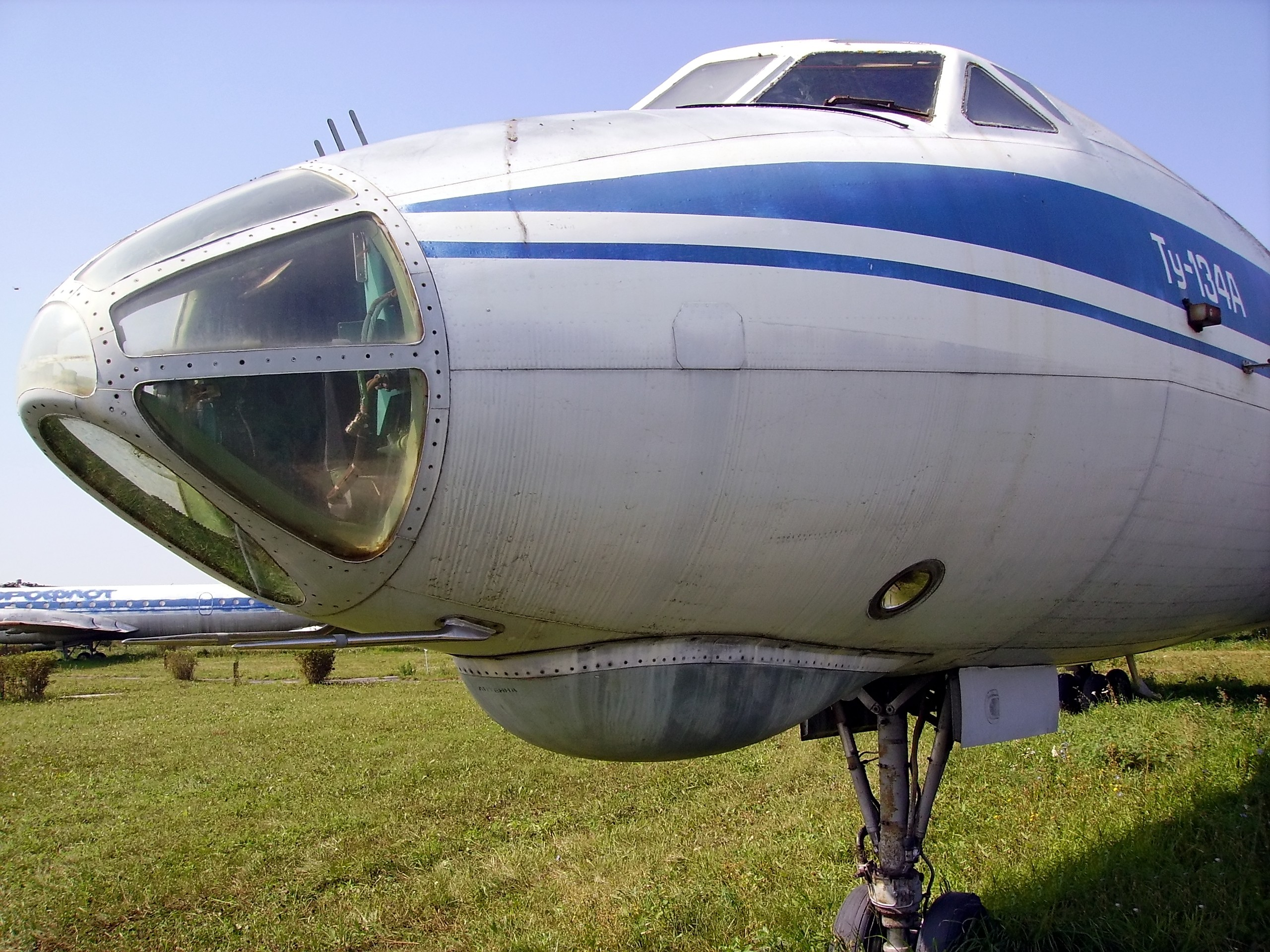
Morro acristalado de un Tu-134.

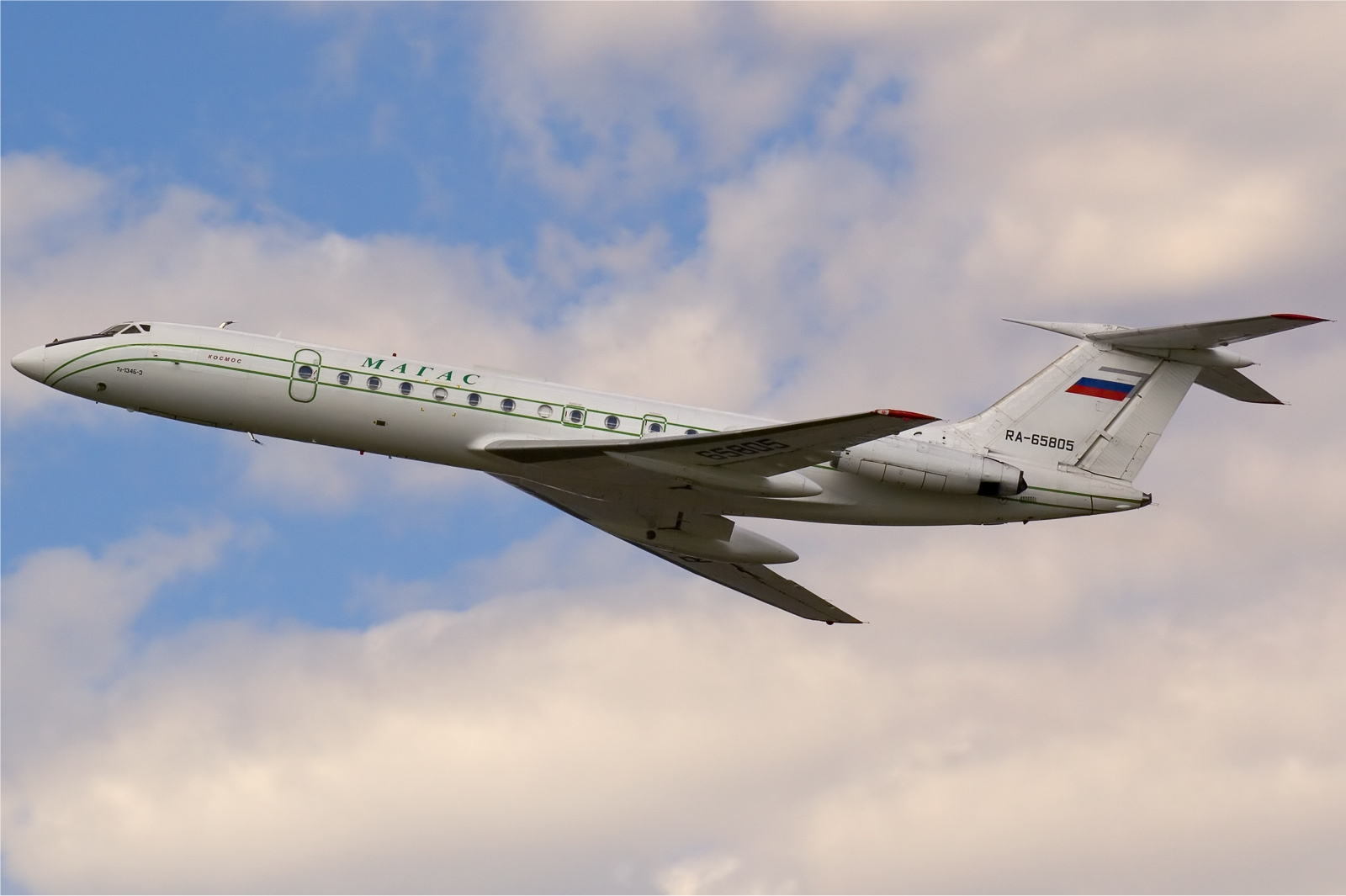
Túpolev Tu-134 Misko, de la aerolínea Kosmos, en 2008

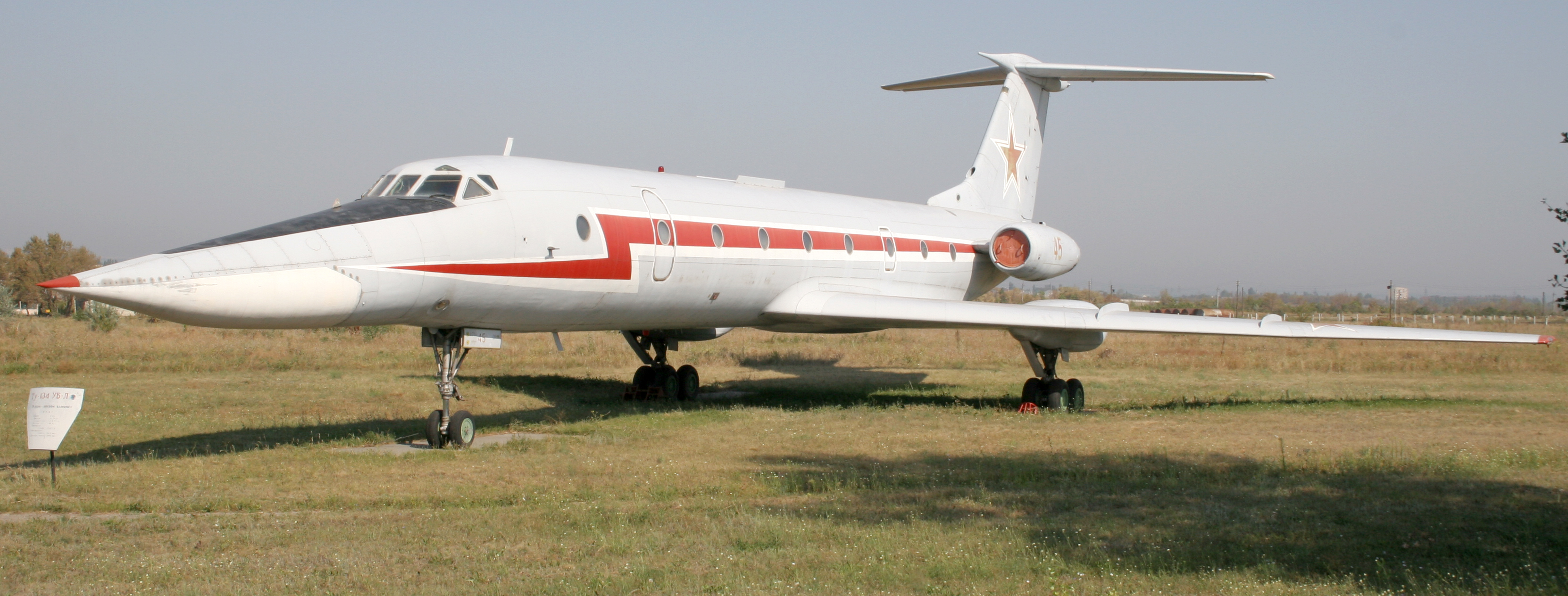
Túpolev Tu-134UBL, versión de entrenamiento para futuras tripulaciones del Túpolev Tu-160, con su morro característico.

Tu-134
Con el morro de cristal, esta primera serie tenía capacidad para 64 pasajeros, siendo posteriormente incrementada hasta 72. La denominación original era Tu-124A.
Tu-134A
Segunda serie, con motores y aviónica mejorados y capacidad para 84 pasajeros. Todas las variantes A fueron construidas con el característico morro de cristal, pero algunos aparatos fueron modificados al estándar B desplazando el radar.
Tu-134A-2
Modificaciones en el morro de cristal.
Tu-134A-3
Segunda serie del estándar A, propulsada por los nuevos motores Soloviev D-30.
Tu-134A-5
Versión más reciente.
Tu-134B
Segunda serie con 80 asientos, radar desplazado y sin morro de cristal. Algunos modelos B tenían depósitos de combustible añadidos bajo el fuselaje para aumentar el alcance, creando una visible panza.
Tu-134B-1
Tu-134B-3
Capacidad para 96 pasajeros.
Tu-134BV
Modelo adaptado a transbordadores espaciales.
Tu-134LK
Versión para entrenamiento de cosmonautas.
Tu-134UBL
Versión de entrenamiento para futuras tripulaciones del Túpolev Tu-160.
Tu-134BSh
Versión de entrenamiento de navegación que monta el radar del Tu-22M
Tu-134SKh
Versión de vigilancia de cultivos

## Operadores

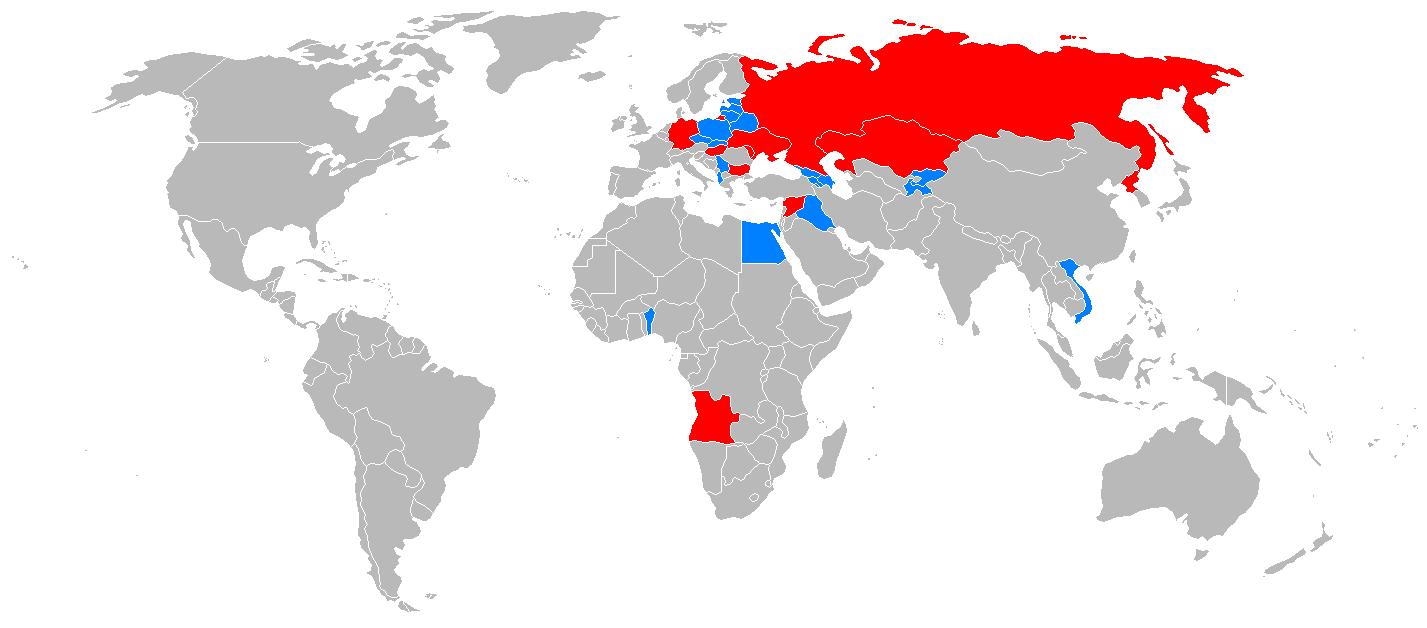
Operadores del Tu-134 en el mundo, en rojo: operadores militares, en azul: operadores sólo civiles.

### Operadores civiles
Al 5 de julio de 2011, había un total de 233 Túpolev Tu-134 (en todas las variantes) remanentes en servicio.

#### Operadores actuales
| Aerolínea | Unidades en servicio (N°) |
| --------- | ------------------------- |
| Air Koryo | 3                         |

#### Antiguos Operadores

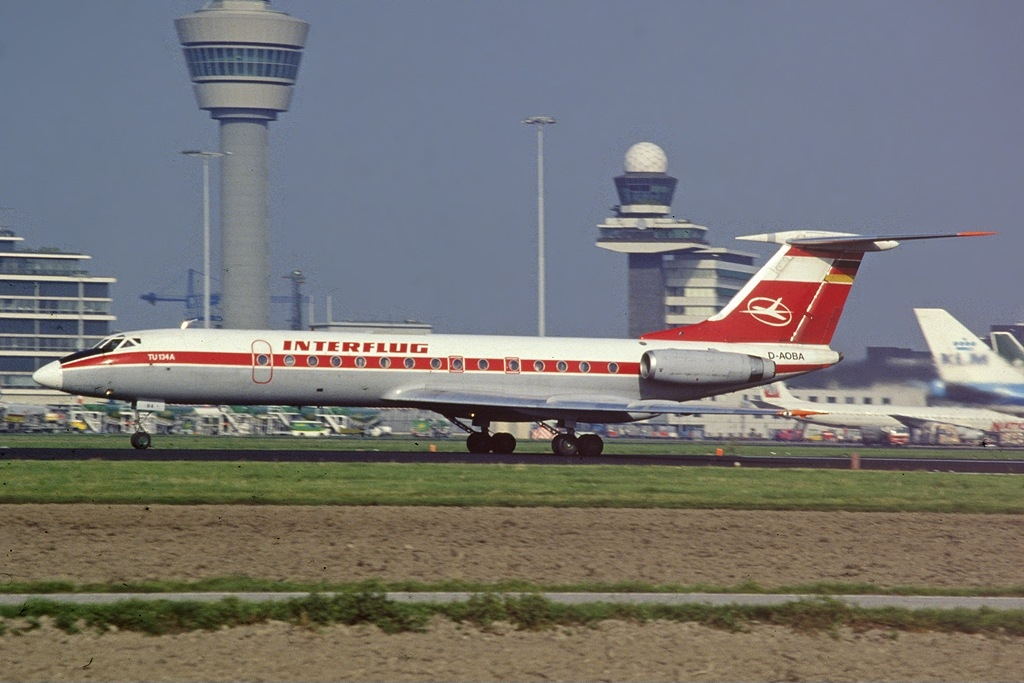
Tu-134A de Interflug en el aeropuerto Schiphol

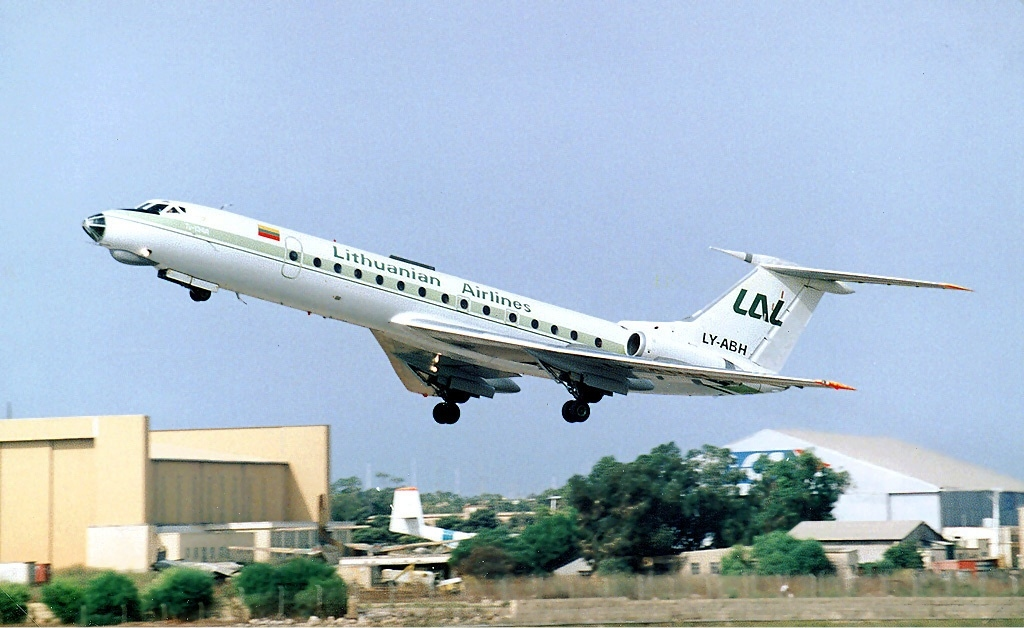
Tu-134 de Lithuanian Airlines

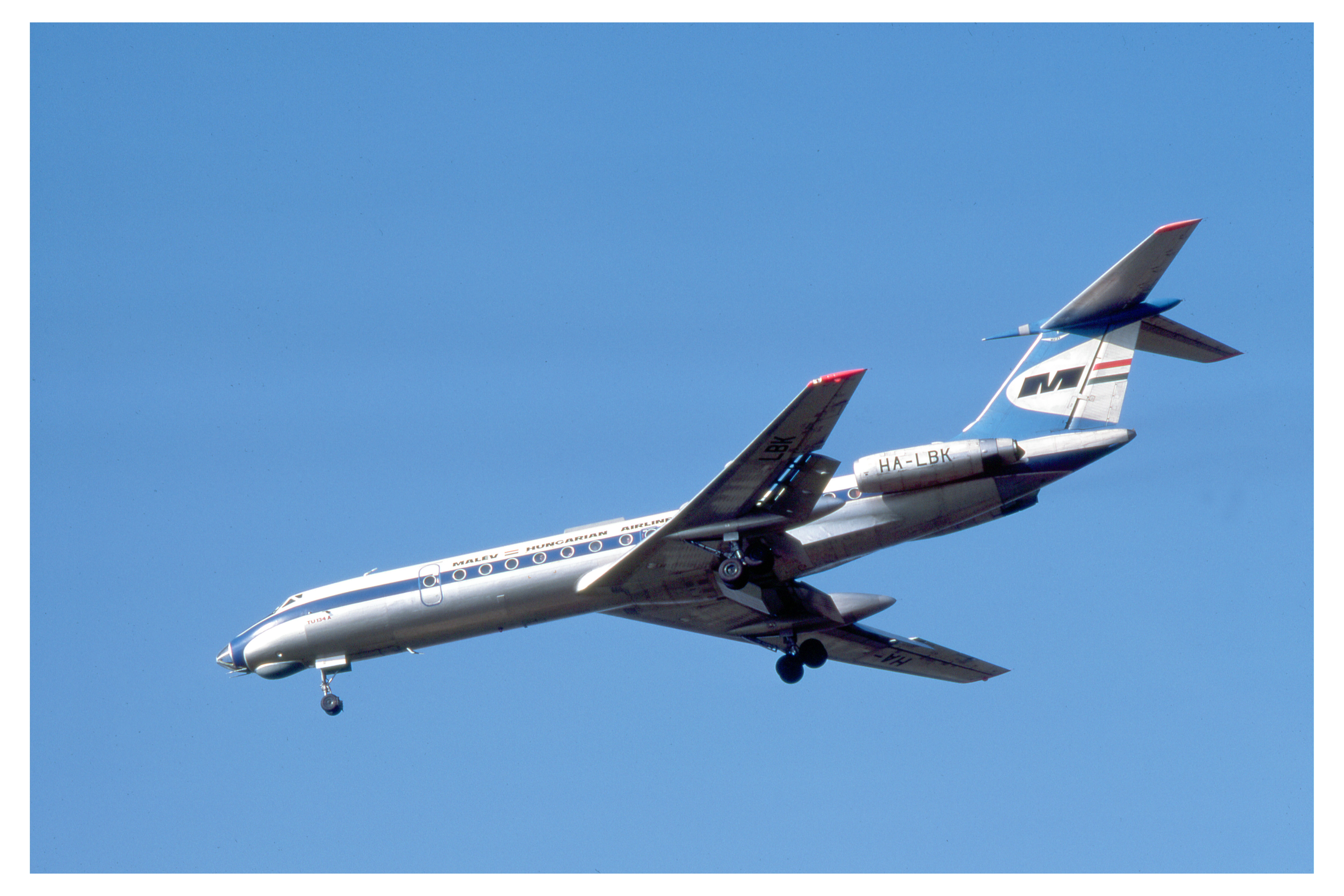
Tu-134A de Malév en Belgrado en 1979

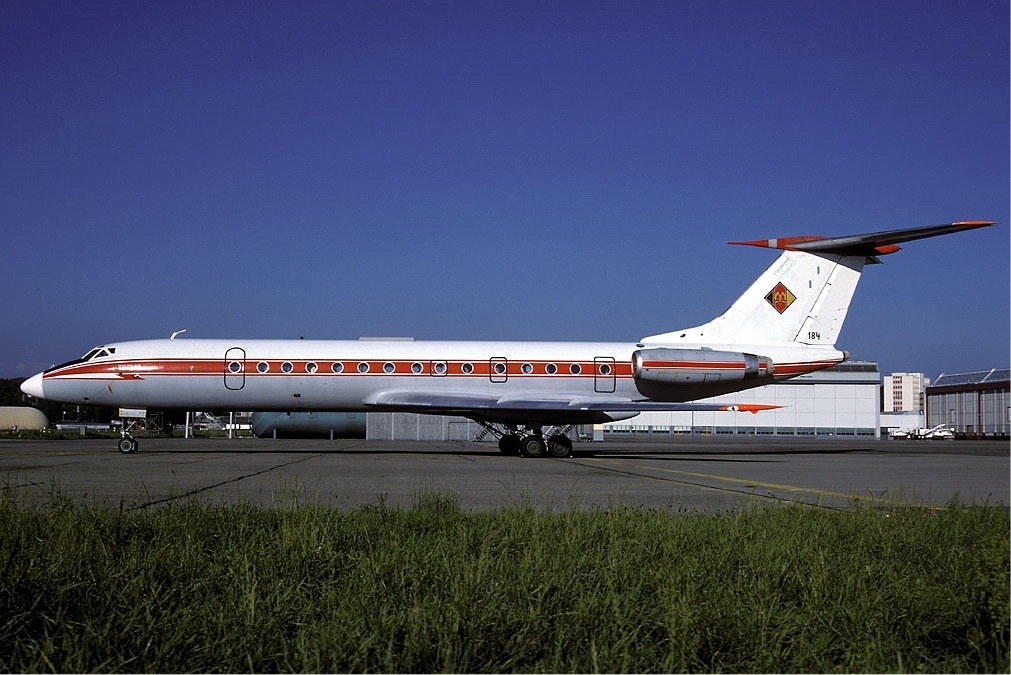
Tu-134 de la Fuerza Aérea y Defensa Aérea del Ejército Popular Nacional

| Aerolínea                   | Unidades en servicio (N°) |
| --------------------------- | ------------------------- |
| Interflug                   | 8                         |
| Balkan Bulgarian Airlines   | 20                        |
| CSA Czech Airlines          | 13                        |
| Estonian Air                | 11                        |
| Transair Georgia            | 3                         |
| Malev Hungarian Airlines    | 11                        |
| Atyrau Air Ways             | 4                         |
| Euro-Asia Air               | 2                         |
| Kazair West                 | 1                         |
| Kyrgyzstan                  | 1                         |
| Kyrgyzstan Airlines         | 3                         |
| Lithuanian Airlines         | 5                         |
| LOT Polish Airlines         | 7                         |
| Aeroflot                    | 30                        |
| Air Volga                   | 3                         |
| Alrosa Mirny Air Enterprise | 2                         |
| Enkor                       | 3                         |
| Karat Airlines              | 3                         |
| Moscovia Airlines           | 3                         |
| Orenair                     | 8                         |
| Perm Airlines               | 4                         |
| RusAir                      | 8                         |
| Samara Airlines             | 6                         |
| Tatarstan Airlines          | 2                         |
| Utair                       | 28                        |
| Yamal Airlines              | 10                        |
| TAROM                       | 8                         |
| Imperial Air                | 4                         |
| Syrian Air                  | 1                         |
| Air Kharkov                 | 5                         |
| Ukranie Air Enterprise      | 3                         |

### Operadores militares
- República Democrática Alemana
- Angola
- Bulgaria
- Corea del Norte
- Georgia
- Hungría
- Kazajistán
- Moldavia
- Polonia
- Rusia
- Siria
- Ucrania
- Unión Soviética (heredados por los estados resultantes de la segregación)

## Accidentes e incidentes
El accidente que involucra un avión de este tipo que ha tenido más víctimas fue:
- El 11 de agosto de 1979, dos Tu-134 de Aeroflot colisionaron en el aire a la altura de 27.000 pies, los aparatos involucrados eran de las versiones Tu-134A y Tu-134AK, cuyas matrículas eran CCCP-65816 y CCCP-65735 respectivamente. La colisión fue provocada por un error del control del tráfico aéreo, el cual ordenó a las aeronaves posicionarse a la misma altura, provocando una colisión lateral entre ambas naves. En el CCCP-65816 murieron las 94 personas a bordo, en su mayoría uzbekos que pertenecían al club de fútbol Pahtakor, y en el CCCP-65735 murieron las 84 personas a bordo.

Los accidentes e incidentes más recientes que involucra un avión de este tipo fue: 
- El 20 de junio de 2011, un Tu-134A3 de RusAir que operaba un vuelo chárter entre Moscú y Petrozavodsk se estrelló durante la aproximación a su aeropuerto de destino. El avión cayó en una autopista, matando a 47 de los 51 ocupantes del avión.

- El 26 de noviembre de 2014 un Tu-134 de la aerolínea Katekavia en el aeropuerto de la ciudad rusa de Igarka tuvo problemas debido a la congelación casi completa de la aeronave. Según datos, la temperatura ambiente cayo a los 52 grados bajo cero, lo que provocó la congelación del sistema de frenos del tren de aterrizaje. Los pasajeros procedieron a empujar el avión hasta la pista para poder que este despegara a su destino. Después de la intervención de los pasajeros la aeronave pudo salir del estacionamiento y alzar el vuelo a Krasnoyark, donde aterrizó sin ninguna novedad.

### Aeronaves similares
- McDonnell Douglas DC-9
- Sud Aviation Caravelle
- BAC One-Eleven
- Túpolev Tu-124
- Yákovlev Yak-42

### Listas relacionadas
- Aviones de pasajeros de Túpolev: Tu-104 · Tu-114 · Tu-124 · Tu-134 · Tu-144 · Tu-154 · Tu-204 · Tu-214 · Tu-334

## Especificaciones (Tu-134A)

### Características generales
- Tripulación: 3/5 + 3/4 asistentes de vuelo
- Capacidad: 72–84 pasajeros
- Longitud: 37,1 m (121,7 ft)
- Envergadura: 29 m (95,1 ft)
- Altura: 9 m (29,6 ft)
- Superficie alar: 127,3 m² (1370,3 ft²)
- Peso vacío: 27 960 kg (61 623,8 lb)
- Peso útil: 8200 kg (18 072,8 lb)
- Peso máximo al despegue: 47 600 kg (104 910,4 lb)
- Planta motriz: 2×  .

### Rendimiento
- Velocidad máxima operativa (Vno): 950 km/h (590 MPH; 513 kt)
- Velocidad crucero (Vc): 850 km/h (528 MPH; 459 kt)
- Alcance: 1.900 km – 3.000 km 4.270 mi, 3.710 nm
- Radio de acción: km
- Alcance en combate: km
- Alcance en ferry: 3.200 km 1.890 nmi, 2.175 mi
- Techo de vuelo: 12 100 m (39 698 ft)

- - Capacidad combustible: 13200 L